# Thrombophilie
Le terme  thrombophilie désigne l'état de patients qui présentent une prédisposition particulière aux thromboses.
Il recouvre deux situations médicales différentes :
- soit une pathologie générale favorisant l’apparition de thrombose. Ces manifestations thrombotiques se manifestent essentiellement au niveau veineux.
- soit une hypercoagulabilité du sang lié à un trouble de la coagulation sanguine

La thrombophilie peut être « primitive » ou « constitutionnelle » (présence d'une anomalie génétique) ou « secondaire » ou « acquise » (due à une maladie acquise qui perturbe la coagulation).
Le sang ne se maintient dans un état liquide que par l’existence d’inhibiteur de la coagulation à côté des activateurs de la coagulation. Le déséquilibre quantitatif ou qualitatif de ces facteurs va entraîner une thrombophilie.

## Épidémiologie
Environ un tiers des bilans de thrombophilie montrent une anomalie, les trois fréquentes étant la mutation du facteur V, le syndrome des antiphospholipides et la mutation de la prothrombine.

## Manifestations cliniques
Ce sont essentiellement les manifestations thrombo-embolique : Phlébites, embolies, thromboses. Le risque thromboembolique est à peu près du même ordre pour les patients porteurs d'un déficit en protéine C ou S ou en antithrombine III avec une incidence annuelle un peu inférieure à 2 %. Il est deux fois supérieur par rapport à celui des patients porteurs d'une thrombophilie par mutation du facteur V ou par Thrombophilie par mutation G20210A du gène de la prothrombine
Il existe également un risque d'infertilité chez la femme avec une augmentation du risque de fausse-couche ou de pré-éclampsie dont la raison n'est pas claire.

## Examens de laboratoire
Les examens standards comportent un hémogramme y compris la numération des plaquettes, la mesure du taux de prothrombine, du temps de céphaline activé (permet en particulier de s'assurer de l'absence ou de la présence d'un traitement anticoagulant pouvant rendre difficile l'interprétation d'autres dosages).
La recherche d'une thrombophilie héréditaire se base sur le dosage des inhibiteurs de la coagulation, Antithrombine, Protéine C, Protéine S (dosage direct ou mesure de l'activité) et par la recherche de mutation ponctuelle : Mutation du facteur V, Mutation de la prothrombine.
La recherche d'un syndrome des antiphospholipides est souvent faite, s'agissant d'une cause fréquente de thrombophilie acquise.
Une anomalie de ces dosages ne prouve pas l'existence d'une thrombophilie. Ainsi un déficit modéré en protéine S n'augmente pas le risque thrombotique.

## Causes

### Circonstances acquises favorisant l’apparition de thromboses
- Il existe une hypercoagulabilité sanguine physiologique pendant la grossesse et dans le mois suivant l’accouchement.
- syndrome des antiphospholipides
- stase veineuse : alitement prolongé, compression veineuse extrinsèque, varices.
- cancer
- hyperplaquettose

### Hypercoagulabilité d'origine génétique
- Thrombophilie par mutation du facteur V la plus fréquente des thrombophilies, la  mutation du facteur V entraînant une augmentation de résistance à la protéine C.
- Thrombophilie par mutation G20210A du gène de la prothrombine, deuxième cause de thrombophilie héréditaire par ordre de fréquence[5].

- Déficit en protéine C. La protéine C est un inhibiteur de la coagulation par inactivation du facteur Va et du facteur VIIIa.
- Déficit en protéine S. La protéine S est un inhibiteur de la coagulation, cofacteur de la protéine C.
- Déficit en antithrombine III. L'antithrombine fait partie des inhibiteurs de la coagulation. C'est la plus thrombogène des thrombophilies constitutionnelles.

Les autres atteintes sont beaucoup plus rares, du moins de manière héréditaire.
- Augmentation de l'activité des facteur VIII, facteur IX et facteur XI.
- Dysfibrogénémie
- Hyperhomocystéinémie qui peut être héréditaire ou acquise
- Anomalie du plasminogène
- Augmentation de l'activité des inhibiteurs de la fibrinolyse

D'autres facteurs génétiques ne sont probablement pas détectés : ainsi un antécédent familial de maladie thromboembolique augmente le risque de survenue d'une thrombose, même en l'absence de l'une des anomalies citées ci-dessus.

## Indications de la recherche d'une thrombophilie héréditaire
L'indication d'une recherche de thrombophilie a fait l'objet de recommandation (médecine)s publiées par la Fondation Européenne de génétique ainsi que d'autres sociétés savantes internationales datant de 2005.
Une thrombophilie héréditaire doit être recherché en cas de survenue d'une maladie thrombo-embolique chez un sujet jeune, sans explication évidente, et d'autant plus s'il s'agit d'une maladie récidivante ou qu'il existe une notion familiale de phlébite ou d'embolie pulmonaire. Cette recherche doit être faite, soit avant l'introduction de tout traitement anticoagulant, soit après arrêt de plusieurs jours de ce dernier. Elle permet d'estimer le risque de récidive d'un accident thrombotique, et d'éventuellement, décider de prolonger substantiellement la durée du traitement anticoagulant en fonction de ce risque.

## Traitement
Le traitement d'une thrombophilie acquise est celui de sa cause, quand elle est possible. 
Le traitement d'une thrombophilie héréditaire repose sur la prolongation d'un traitement anticoagulant, donné classiquement pendant trois à six mois lors d'une phlébite ou une embolie pulmonaire. 
L'indication de cette prolongation est en fonction de l'anomalie retrouvée. Ainsi une mutation hétérozygote du facteur V ou de la prothrombine n'augmente que peu le risque de récidive et ne conduit pas à modifier le traitement standard, sauf en cas de mise en route d'une contraception œstroprogestative où le risque thrombotique est très substantiellement augmenté, même s'il ne l'est guère en l'absence de ce traitement.